# Prolixodens infracolor
Prolixodens infracolor är en snäckart som först beskrevs av Charles Francis Laseron 1951.  Prolixodens infracolor ingår i släktet Prolixodens och familjen Cerithiopsidae. Inga underarter finns listade i Catalogue of Life.